# Rheinische Blätter für Erziehung und Unterricht
Die Rheinischen Blätter für Erziehung und Unterricht waren eine reformpädagogische Zeitung von 1827 bis 1902. Sie wurden von Adolph Diesterweg gegründet und war die wichtigste pädagogikkritische Zeitschrift ihrer Zeit.

## Geschichte
Die Rheinischen Blätter für Erziehung und Unterricht waren die einzige Zeitschrift, die der bekannte Reformpädagoge Adolph Diesterweg herausgab. Darin wurden Beiträge zu verschiedenen pädagogischen Themen veröffentlicht, in den ersten Jahren mit einem Hauptschwerpunkt der Verbesserung der Qualität der Volksschulen.
Nach dessen Tod 1866 übernahm dessen Schüler Wichard Lange die Leitung. Dieser trat unter anderem für einen Unterricht ohne Zensuren ein. Die Beiträge der Rheinischen Blätter unterstützten in dieser Zeit weiter reformpädagogische Ansätze und  berichteten  kritisch über weitere pädagogische Themen.
Dessen Nachfolger  setzten die kritische Grundausrichtung fort.  1902 wurden 500–600 Exemplare monatlich verkauft. In diesem Jahr  wurde das Erscheinen eingestellt.
Alle Jahrgänge sind digitalisiert zugänglich.

## Mitarbeiter
Chefredakteure
- Adolph Diesterweg, 1827–1866
- Wichard Lange, 1866–1873
- Hugo Göring, 1874–1890 (?)
- Friedrich Bartels, 1891–1902

Weitere Autoren
- Daniel Schürmann, 1827–
- Heinrich Schulze, 1830–1832
- Johanna Goldschmidt
- Wilhelm von Türk, 1845
- Marie Loeper-Houselle